# Pantalassa

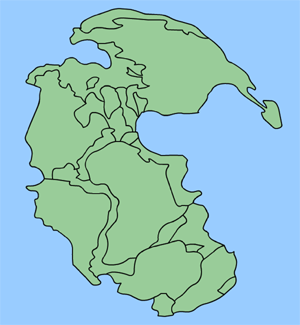
L'oceà que envolta Pangea és Panthalassa

Pantalassa (en grec antic, 'tots els mars'), conegut també com a oceà Pantalàssic, fou el vast oceà global que envoltà el supercontinent de Pangea durant el Paleozoic i el Mesozoic primerenc. Incloïa l'oceà Pacífic a l'oest i al nord i l'oceà de Tetis al sud-est. Es convertí en l'oceà Pacífic després del tancament de la conca de l'oceà de Tetis i la fragmentació de Pangea, que creà els oceans Atlàntic, Índic i Àrtic. Pantalassa sovint rep el nom de Paleopacífic perquè fou l'origen de l'oceà Pacífic.
Al mapa de la dreta, la línia equatorial travessava aproximadament el punt on es trobaven Espanya, el Marroc i Boston. La terra que quedava al sud era Gondwana, i la que quedava al nord, Lauràsia.